# Izaskun Lacunza Aguirrebengoa
Izaskun Lacunza Aguirrebengoa (Pamplona, siglo XX) es una científica española, directora de la Fundación Española para la Ciencia y la Tecnología (FECYT) desde abril de 2024.

## Trayectoria
Se licenció en Ciencia y Tecnología de los Alimentos y posteriormente continuó sus estudios doctorándose en Ciencias Químicas por la Universidad Autónoma de Madrid  (tesis: Desarrollo de métodos de electroforesis capilar para el análisis de formas de glicoproteínas de interés farmacéutico y clínico ) y estudiando un Programa Ejecutivo en Gobernanza en el Sector Público de ESADE.
Empezó a trabajar en la FECYT en 2009, donde a lo largo de los años se ha especializado en gestión de proyectos de asesoramiento científico, movilidad y captación de talento científico, así como en ciencia abierta, y promoción de la igualdad de género en la investigación. Entre otros, ha gestionado y/o dirigido proyectos como la iniciativa EURAXESS para atraer talento, así como los programas REBECA Y FELISE, para promover la carrera científica con visión de género. También ha dirigido el departamento de Ciencia para las Políticas Públicas.
Entre 2012 y 2014 fue directora ejecutiva de LIBER, la Red de Bibliotecas Europeas de Investigación, y durante unos años también fue coordinadora de la Oficina de Ciencia y Tecnología del Congreso de los Diputados, conocida como Oficina C.
En abril de 2024 fue nombrada nueva directora general de la Fundación Española para la Ciencia y la Tecnología, dependiente del Ministerio de Ciencia, Innovación y Universidades.